# 甘阿炎
甘阿炎（1895年3月13日—1974年5月17日），臺灣政治人物，曾任宜蘭縣議會第一、二屆議長及第二、三屆宜蘭縣縣長。

## 生平
甘阿炎，字子昭，生於宜蘭縣壯圍鄉，甘阿炎原本姓戴，後為宜蘭仕紳甘錫三收養，遂改姓甘，德山盛久則是甘阿炎在日治時期曾用過的日本名字。根據甘家族譜顯示，他的生日是陰曆2月17日，很多甘阿炎的相關資料，將其生日寫為陽曆2月17日，其實他真正的陽曆生日是3月13日。他出生的那一年正好是台灣清治時期的最後一年1895年，台灣日治時期起於1895年11月18日，因此他一輩子共經歷過清治、日治及中華民國三個時期。他1915年畢業於日治時期臺灣總督府國語學校師範部（今日的臺北市立大學），1930年任宜蘭青年團團長，青年團是日治時期主要的青年團體，也是當時政府教育青年思想的主要組織。他在教育界服務超過二十年，除了教職外，亦曾先後擔任宜蘭大洲國小，及國立宜蘭高級商業職業學校兩所學校的首任校長，他是日治時期第一位擔任公學校校長的台灣人。
從政後，甘阿炎於1944年任日治時期臺北州宜蘭市會議員，及臺北州宜蘭市參事會員。到了中華民國時期，他曾任宜蘭縣第一、二屆縣議員、宜蘭縣議會第一、二屆議長及第二、三屆宜蘭縣縣長，他是宜蘭縣第二位民選縣長（首位是盧纘祥），因第一任宜蘭縣長方家慧係官派，因此甘阿炎算宜蘭縣第三任縣長。他任內開拓宜蘭縣自治事業、奠定地治基礎，如襄助闢築台灣東西橫貫公路（中橫公路）宜蘭支線、協建森林開發處、擴大造林、實施義診活動、幫助退除役官兵轉業或生產。為加強教育建設，則訂立宜蘭縣推行義務教育三年計劃方案與免試升學初中的準備工作。具體的政績尚包括編列預算興建初級中學以及修建校舍等。他同時在縣長任內，兼任宜蘭縣民防指揮部指揮官。甘阿炎著有《宜蘭縣擴大造林回顧與展望》一書。
根據甘阿炎的孫女甘美卿女士（甘阿炎長男甘鋒亮的女兒）表示，其祖父的出生地非一般相關資料所寫的宜蘭市，而是宜蘭縣壯圍鄉，那是甘阿炎戴姓生父的家鄉，養父甘錫三則是宜蘭市人。甘美卿記得小時候她曾在縣長官邸（今宜蘭設治紀念館）住過一年，當時每天早上都會看到很多人排隊要見縣長，希望能夠陳情，或請縣長幫他們解決一些私人問題，如有的人找不到工作，也會請縣長幫忙介紹工作。縣長無論大小事，總是會設法幫忙解決，相當親民。當甘縣長兼任紅十字會宜蘭縣支會長時，有一位韓姓醫師和兩、三位護理師也住在官邸一段日子，在紅十字會和甘阿炎的安排下，他們每天會去鄉下為村民們義診。甘美卿以前常聽祖父說，受到的恩惠永遠別忘記，給出去的恩惠切莫希望得到回報，才不會失望。
在宜蘭縣礁溪鄉大忠村的成功新村，設有感謝甘阿炎縣長的紀念碑。

## 家庭

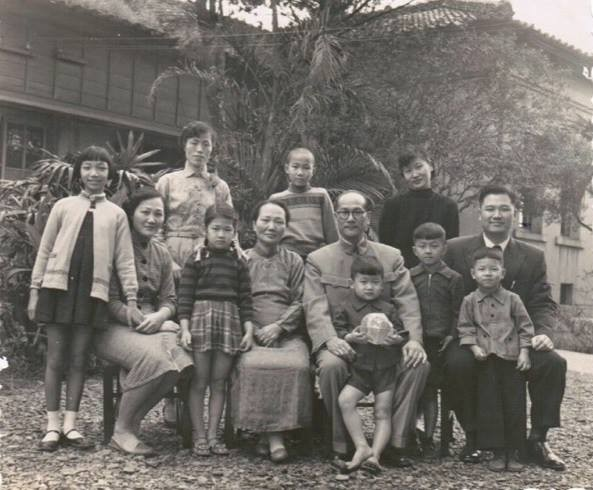
甘阿炎與家人於宜蘭縣縣長官邸

甘阿炎在甘家五個孩子中排行老大，他的妻子名黃玉理(1898年-1958年)，兩人育有四男二女。甘阿炎一家，在住進縣長官邸前，曾住過宜蘭三星鄉和宜蘭火車站一帶，離開官邸後，則仍住在宜蘭市。甘阿炎的孫子陳成業說，小時候他住在縣長官邸，仗著祖母黃玉理最疼他，索性當起孩子王來，天不怕地不怕，但只要祖父看他一眼，陳成業就一下子變成乖小孩。甘阿炎另一個孫子，小說家/詩人小戴(他的筆名來自祖父戴姓生父的姓氏)，則記得祖父有威嚴和憐憫等不同樣貌，他會以鼓勵代替處罰來教導孩子，因此小戴相當尊敬充滿愛心的祖父。甘阿炎的妻子黃玉理在1958年因糖尿病過世。老年時，患有阿茲海默症的甘阿炎，由兩個女兒甘淳子、甘鈴子及孫子陳成業(甘淳子的兒子)輪流照顧。據甘淳子說，她父親當時跟小孩子一樣，生活起居都需要人家細心照顧，且很怕他走失，有時一轉眼就看不見父親，原來他說要去台北找孫女甘美卿。1974年甘阿炎因心肌梗塞病逝於宜蘭市，享壽79歲。甘美卿表示，不管大清帝國、大日本帝國，還是中華民國，不變的是，甘阿炎，總是一個宜蘭人。

## 影視形象
甘阿炎曾經以相片的形式出現在他孫子的電影裡。甘益光(Benjamin Gan)所編導的電影《時鐘記》（Your Clock / Shi Zhong Ji）片中，甘阿炎的孫子們去參觀前宜蘭縣長官邸(今宜蘭設治紀念館)，並講起對官邸不同房間的回憶，甘益光(甘美卿的堂弟)則以旁白敘述：一覺醒來，兒時的家竟變成了紀念館，進去還要買門票，簡直是卡夫卡的夢魘。當旁白講到兒時的家，鏡頭即出現甘阿炎於縣長任內，與家人在官邸的合照。演員表裡的Ah-yen Kan
(Gan A Yan)即甘阿炎，他飾演的角色為祖父。甘益光亦在《時鐘記》全體演員和工作人員表裡，表達對祖父甘阿炎最特別的感謝。
在甘益光所導演的另外一部電影《海邊的小說家》（A Novelist by the Sea）裡，女主角甘美卿最敬愛的祖父甘阿炎，時常從宜蘭到台中去看孫子，這是導演甘益光童年，對祖父最為珍貴的回憶。電影最後則出現甘阿炎年輕時(攝於1934年)的相片，並以字幕傳達對前宜蘭縣長甘阿炎的懷念。

## 著作
《宜蘭縣擴大造林回顧與展望》(1957年)

## 年表
1895年3月13日出生於臺灣清治時期的台北府宜蘭縣的壯圍鄉。
1915年台灣日治時期總督府國語學校師範部畢業(今日的臺北市立大學)。
1915年任叭哩沙公學校(今日的宜蘭縣立三星國民小學)訓導。
1916年升為叭哩沙公學校教諭。
1922年被台灣總督府學務部派任為大洲公學校(今日的宜蘭大洲國小)首任校長。
1930年任宜蘭青年團長。
1937年任司法保護委員。
1939年擔任宜蘭信用組合專務理事。
1939年任宜蘭街協議會員。
1944年任臺北州宜蘭市會議員，此時使用日治時期名字德山盛久。
1944年任台北州宜蘭市參事會員。
1945年日治時期結束，開始學國語(北京話)，之前講的是台語及日語。
1945年任台灣省合作金庫宜蘭支庫經理。
1951年當選宜蘭縣首屆縣議員。
1951年當選第一屆宜蘭縣議會議長。
1952年任宜蘭商業職業補習學校(今日的國立宜蘭高級商業職業學校)首任校長。
1953年當選宜蘭縣第二屆縣議員。
1953年蟬聯第二屆宜蘭縣議會議長，隔年因當選縣長，辭去議長職務。
1954年當選第二屆宜蘭縣縣長。
1957年當選第三屆宜蘭縣縣長。
1974年5月17日病逝於宜蘭市。

## 外部連結
- 甘阿炎Kan Ah-yen Facebook
- 甘阿炎在互联网电影资料库（IMDb）上的資料（英文）
- 宜蘭設治紀念館 （页面存档备份，存于）

| 中華民國政府職務 | 中華民國政府職務                                  | 中華民國政府職務                   |
| ---------------- | ------------------------------------------------- | ---------------------------------- |
| 宜蘭縣政府       |                                                   |                                    |
| 前任： 盧纘祥    | 宜蘭縣縣長 第二、三屆 1954年6月2日－1958年6月15日 | 繼任： 汪岳喬（代理） 正任：林才添 |